# Gojsc
Gojsc – wieś w Polsce położona w województwie łódzkim, w powiecie pajęczańskim, w gminie Nowa Brzeźnica. Miejscowość wchodzi w skład sołectwa Ważne Młyny.
W latach 1975–1998 miejscowość administracyjnie należała do województwa częstochowskiego.
Archeolodzy udokumentowali tu zespół późnopaleolitycznych kopalni wydobywających krzemień związanych z kulturą świderską. 